# Отдел Крыма в Гербарии Московского университета
Один из небольших отделов Гербария Московского университета.
Единый крымско-кавказский отдел был сформирован П.А. Смирновым, занимавшим должность хранителя Гербария в 1933–1934 гг. В его основу легли коллекции Д.П. Сырейщикова из Восточного Крыма и П.А. Смирнова из Армении, которые были лично смонтированы Сырейщиковым. При М.И. Назарове (хранитель Гербария с 1935 по 1941 гг.) крымский гербарий был включен в отдел флоры европейской части СССР в качестве отдельного 13 (в дальнейшем 14) района («Крымская АССР»).

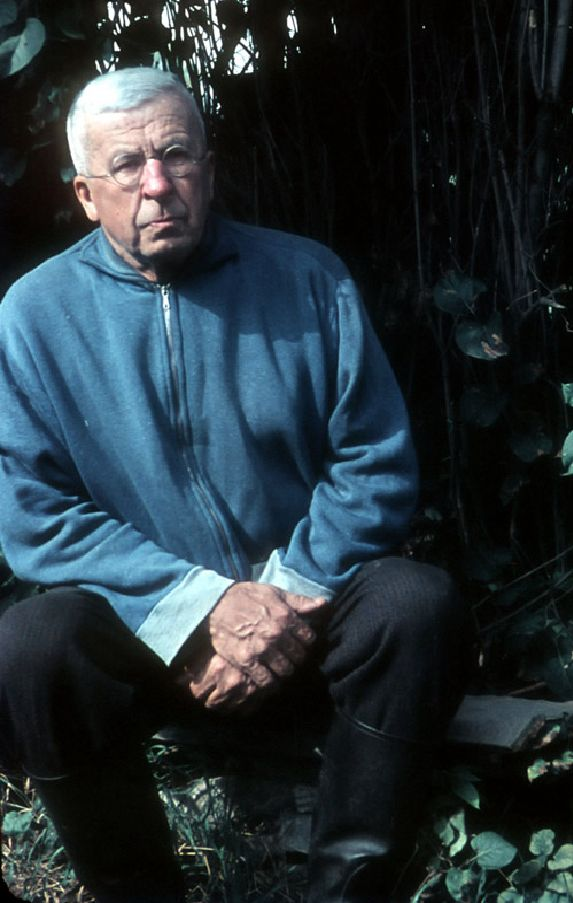
Павел Александрович Смирнов

В 1950–1960-е гг., после переезда Университета в новое здание, Смирновым с учениками (Т.Г. Дервиз-Соколова, И.Л. Крылова, Н.К. Шведчикова, Е.И. Курченко, Г.Н. Огуреева) продолжалось накопление обширного гербарного материала из горного Крыма. Эти сборы монтировались самим Смирновым и хранились отдельно в его кабинете – но в то же время они были доступны для изучения. В эту коллекцию включались также дублеты, которые передавались лично Смирнову из других учреждений его учениками, друзьями и коллегами.
Ситуация, когда две крымские коллекции хранились раздельно (у [Смирнова и в 14 районе отдела флоры европейской части), продолжалась до конца 1970-х гг., когда Н.К. Шведчиковой 14 район европейской части СССР был выделен в самостоятельный крымский отдел Гербария. В начале 1980-х гг. к этому отделу был приобщен крымский гербарий Смирнова С этого времени крымская коллекция занимает три дальних ряда шкафов в левом крыле зала на 5 этаже.
Первые крымские коллекции появились в Гербарии Московского университета в 1884 г. в связи с передачей университету гербария МОИП, накопленного почти за 80 лет его существования. В их числе были общие систематические собрания И.И. Геннинга, Л.Ф. Гольдбаха, Ф. Гогенакера, Э. Линдемана, А.К. Бошняка, включавшие в том числе старинные сборы Х.Х. Стевена (1816–1838 гг.), В.Е. фон-Граффа (1860 г.), Ф.И. Бертольди (1865 г.) и других авторов, а также ряд анонимных коллекций XIX века.
Коллекция Стевена (1781–1863) является, по-видимому, старейшей крымской коллекцией в университетском Гербарии. Стевен был автором первой крымской флоры (Steven, 1857) и основателем Никитского ботанического сада под Ялтой. В Гербарии Московского Университета хранится более 260 листов из Крыма и 140 листов с Кавказа, собранных лично Стевеном. Среди этих сборов обнаружено несколько типов. Значительная часть гербария Стевена хранится в Университете Хельсинки (H), а также в Гербарии БИН РАН (LE).
Из МОИП поступила также значительная по объему коллекция флотского врача и путешественника, а в дальнейшем уездного ялтинского врача Юстина (Иустина) Григорьевича Ильина, собранная во многих пунктах горного и степного Крыма (сборы 1836–1848 гг.).
В 1896 и 1900 гг. в Крыму побывал А. Калье (A. Callier), собравший ряд новых видов, в том числе названных в его честь. В Гербарии Московского Университета имеется небольшая часть его коллекции из разных пунктов Крыма.
В 1922 и в 1935 гг. Гербарию были подарены дублеты из Гербария Никитского сада (YALT), в том числе сборы известных флористов Е.В. Вульфа и К.Л. Гольде. В Гербарий были переданы сборы «Студенческого кружка для исследования русской природы» (существовал при университете до 1917 г.) и «Студенческой экскурсии под руководством приват-доцента Л.М. Кречетовича» (1913 г.).
В послевоенные годы интенсивное пополнение крымского гербария началось с приходом на кафедру геоботаники С.С. Станкова, приглашенного на заведование кафедрой в 1948 г. Начав знакомство с флорой и растительностью Крыма ещё в студенческие годы, Станков после окончания Московского университета работал в течение пяти лет в Никитском ботаническом саду совместно с Н.И. Кузнецовым и Е.В. Вульфом. Он продолжал исследования флоры Крыма в процессе своей последующей научной деятельности в Нижегородском (Горьковском) государственном университете и в МГУ. После кончины Вульфа он взял на себя труд редактирования послевоенных выпусков «Флоры Крыма», в которых Станков участвовал и как автор обработок отдельных таксономических групп. Интересу Станкова к флоре Крыма были обязаны и темы курсовых, дипломных и диссертационных работ многих студентов и аспирантов кафедры геоботаники, гербарные сборы которых передавались в Гербарий Московского университета. Кроме того, в Гербарий были переданы дублеты личных сборов Станкова 1920-х гг. из гербариев Никитского ботанического сада (YALT) и Горьковского университета (NNSU).
С 1956 по 1964 гг. Крым часто посещал Г.Э. Гроссет, который собрал большой гербарий, в т. ч. массовый материал по отдельным группам растений (Viola, Euonymus, Ulmus и др.). Большой материал собран Н.К. Шведчиковой в 1956–2001 гг. в основном в восточной части Горного Крыма. Объем её крымских сборов составляет 10.800 листов. В конце 1970-х – первой половине 1980-х гг. по Крыму проходили маршруты зональной практики факультета почвоведения МГУ, ботаническим разделом которой руководил Ю.Е. Алексеев.
В разное время дублетный материал из Крыма поступал в Гербарий Московского университета из следующих учреждений: Ботанический музей АН СССР (ныне БИН РАН) (LE), Юрьевский (ныне Тартуский) ботанический сад (TU), Нижегородский государственный университет (NNSU), Московский педагогический государственный университет (ранее – институт) (MOSP), Главный ботанический сад РАН (MHA), Симферопольский университет (ныне Таврический национальный университет им. В.И. Вернадского) (SIMF), Крымский государственный аграрный университет (CSAU).
Крымский отдел Гербария Московского университета по объему коллекций уступает только крымским коллекциям Ботанического института РАН (LE) и Никитского ботанического сада (YALT). Для критических обработок отдельных систематических групп крымские растения просматривали Н.Н. Цвелёв, Ю.Д. Гусев, В.М. Виноградова, И.Г. Левичев, И.О. Бузунова, Д.В. Гельтман, В.В. Бялт, В.И. Дорофеев, А.К. Сытин и др.
На 1 февраля 2005 г. фонды отдела флоры Крыма включали 28.203 листа (3,86% объема Гербария Московского университета в целом), представляющие 1968 таксонов видового и подвидового рангов и 681 родов.
В связи с относительно небольшим объемом крымский гербарий не районирован.